# Deputati della XXIII legislatura del Regno d'Italia
Elenco dei deputati della XXIII legislatura del Regno d'Italia.
| Nome                                        | Collegio                    | Appartenenza   |
| ------------------------------------------- | --------------------------- | -------------- |
| Abbiate, Mario                              | Vercelli                    | Radicale       |
| Abbruzzese, Antonio                         | Modugno                     | Ministeriale   |
| Abignente, Giovanni                         | Mercato San Severino        | Ministeriale   |
| Abozzi, Michele                             | Sassari                     | Ministeriale   |
| Agnesi, Giacomo                             | Oneglia                     | Ministeriale   |
| Agnetti, Alberto                            | Borgotaro                   | Ministeriale   |
| Agnini, Gregorio                            | Mirandola                   | Socialista     |
| Aguglia, Francesco                          | Termini Imerese             | Ministeriale   |
| Albanese, Giuseppe                          | Gerace                      |                |
| Albasini Scrosati, Ermanno                  | Milano I                    | Ministeriale   |
| Alessio, Giovanni                           | Cittanova                   | Ministeriale   |
| Alessio, Giulio                             | Padova                      | Radicale       |
| Aliberti, Gennaro                           | Napoli X                    | Ministeriale   |
| Amato, Mario                                | Sciacca                     | Ministeriale   |
| Amato, Stanislao                            | Verbicaro                   |                |
| Amici, Giovanni                             | Poggio Mirteto              |                |
| Amici, Venceslao                            | Cittaducale                 | Ministeriale   |
| Ancona, Ugo                                 | Gemona                      | Ministeriale   |
| Angiolini, Antonio                          | Prato                       | Radicale       |
| Angiulli, Raffaele                          | Napoli XI                   | Ministeriale   |
| Aprile, Pietro                              | Regalbuto                   | Ministeriale   |
| Are, Antonio Luigi                          | Nuoro                       | Ministeriale   |
| Arlotta, Enrico                             | Napoli III                  | Opposizione    |
| Arrivabene Valenti Gonzaga, Giberto         | Cologna Veneta              | Ministeriale   |
| Artom, Ernesto                              | Castelnuovo di Garfagnana   | Ministeriale   |
| Astengo, Giuseppe                           | Savona                      | Ministeriale   |
| Aubry, Augusto                              | Napoli I                    | Ministeriale   |
| Auteri Berretta, Giovanni                   | Catania I                   | Repubblicano   |
| Avellone, Salvatore                         | Corleone                    | Ministeriale   |
| Baccelli, Alfredo                           | Tivoli                      | Opposizione    |
| Baccelli, Guido                             | Roma III                    | Ministeriale   |
| Bacchelli, Giuseppe                         | Bologna I                   |                |
| Badaloni, Nicola                            | Badia Polesine              | Socialista     |
| Baldi, Dario                                | Sant'Arcangelo di Romagna   | Repubblicano   |
| Balsano, Rocco                              | Monreale                    |                |
| Baragiola, Pietro                           | Erba                        | Ministeriale   |
| Barnabei, Felice                            | Atri                        | Ministeriale   |
| Barzilai, Salvatore                         | Roma V                      | Repubblicano   |
| Baslini, Antonio                            | Brivio                      | Ministeriale   |
| Battaglieri, Augusto                        | Casale Monferrato           | Ministeriale   |
| Battelli, Angelo                            | Urbino                      | Repubblicano   |
| Bellini, Giuseppe                           | Rimini                      |                |
| Beltrami, Francesco                         | Pallanza                    | Socialista     |
| Benaglio, Giacinto                          | Martinengo                  | Cattolico      |
| Bentini, Genuzio                            | Castelmaggiore              | Socialista     |
| Berenga, Gerardo                            | Lanciano                    | Ministeriale   |
| Berenini, Agostino                          | Borgo San Donnino           | Socialista     |
| Bergamasco, Eugenio                         | Mortara                     | Ministeriale   |
| Berlingieri, Annibale                       | Spezzano Grande             | Ministeriale   |
| Bertarelli, Pietro                          | Tortona                     | Ministeriale   |
| Bertesi, Alfredo                            | Carpi                       | Socialista     |
| Berti, Silvio                               | Rocca San Casciano          | Ministeriale   |
| Bertolini, Pietro                           | Montebelluna                | Ministeriale   |
| Bettòlo, Giovanni                           | Recco                       | Ministeriale   |
| Bettoni, Vincenzo                           | Salò                        | Cattolico      |
| Bianchi, Emilio                             | Lari                        | Ministeriale   |
| Bianchi, Leonardo                           | Montesarchio                | Ministeriale   |
| Bianchi, Vincenzo                           | San Bartolomeo in Galdo     | Ministeriale   |
| Bianchini, Vittorio                         | Macerata                    | Ministeriale   |
| Bignami, Paolo                              | Codogno                     | Ministeriale   |
| Bissolati Bergamaschi, Leonida              | Roma II                     | Socialista     |
| Bizzozero, Carlo                            | Varese                      | Ministeriale   |
| Bocconi, Alessandro                         | Jesi                        | Socialista     |
| Boitani, Giuseppe                           | Vigevano                    |                |
| Bolognese, Domenico                         | Andria                      | Ministeriale   |
| Bonicelli, Giacomo                          | Brescia                     | Cattolico      |
| Bonomi, Ivanoe                              | Ostiglia                    | Cattolico      |
| Bonomi, Paolo                               | Clusone                     | Cattolico      |
| Bonopera, Augusto                           | Senigallia                  | Repubblicano   |
| Borromeo d'Adda, Febo                       | Vimercate                   |                |
| Borsarelli di Rifreddo, Luigi               | Villadeati                  | Ministeriale   |
| Boselli, Paolo                              | Avigliana                   | Opposizione    |
| Bourvier, Alfredo                           | Susa                        |                |
| Brandolin, Girolamo                         | Conegliano                  | Ministeriale   |
| Bricito, Zaccaria                           | San Biagio di Callalta      | Cattolico      |
| Brizzolesi, Enrico                          | Capriata d'Orba             | Ministeriale   |
| Brunialti, Attilio                          | Thiene                      | Ministeriale   |
| Buccelli, Vittorio                          | Nizza Monferrato            | Ministeriale   |
| Buonanno, Enrico                            | Capua                       | Ministeriale   |
| Buonini, Icilio                             | Lucca                       |                |
| Buonvino, Michelangelo                      | Conversano                  | Ministeriale   |
| Cabrini, Angiolo                            | Pescarolo                   | Socialista     |
| Caccialanza, Emilio                         | Lodi                        | Ministeriale   |
| Cacciapuoti, Francesco Paolo                | Napoli VI                   | Ministeriale   |
| Caetani, Leone                              | Roma IV                     | Ministeriale   |
| Calamandrei, Rodolfo                        | Firenze I                   | Repubblicano   |
| Calda, Alberto                              | Bologna II                  | Socialista     |
| Calissano, Teobaldo                         | Alba                        | Ministeriale   |
| Calisse, Carlo                              | Civitavecchia               | Ministeriale   |
| Callaini, Luigi                             | Colle di Val d'Elsa         | Opposizione    |
| Calleri, Giacomo                            | Ceva                        | Ministeriale   |
| Calvi, Gaetano                              | Sannazzaro de' Burgondi     | Ministeriale   |
| Camagna, Biagio                             | Reggio di Calabria          | Ministeriale   |
| Camera, Giovanni                            | Sala Consilina              | Ministeriale   |
| Camerini, Paolo                             | Este                        | Radicale       |
| Cameroni, Agostino                          | Treviglio                   | Cattolico      |
| Campanozzi, Antonino                        | Roma I                      |                |
| Campi, Emilio                               | Cuggiono                    | Ministeriale   |
| Candiani, Ettore                            | Milano III                  | Ministeriale   |
| Canepa, Giuseppe                            | Genova I                    | Socialista     |
| Canevari, Alfredo                           | Viterbo                     | Ministeriale   |
| Cannavina, Vittorino                        | Campobasso                  | Radicale       |
| Cantarano, Guglielmo                        | Gaeta                       | Ministeriale   |
| Cao Pinna, Antonio                          | Serramanna                  | Ministeriale   |
| Capaldo, Luigi                              | Lacedonia                   | Ministeriale   |
| Capece Minutolo di Bugnano, Alfredo         | Napoli II                   | Ministeriale   |
| Capece Minutolo di Bugnano, Gerardo         | Aversa                      | Ministeriale   |
| Cappa, Innocenzo                            | Corteolona                  |                |
| Cappelli, Raffaele                          | San Demetrio ne' Vestini    | Ministeriale   |
| Caputi, Ercole                              | Ariano di Puglia            | Ministeriale   |
| Carboni, Vincenzo                           | Frosinone                   | Ministeriale   |
| Carboni Boj, Enrico                         | Oristano                    | Ministeriale   |
| Carcano, Paolo                              | Como                        | Ministeriale   |
| Carcassi, Claudio                           | Genova III                  |                |
| Cardani, Pietro                             | Parma                       | Ministeriale   |
| Carmine, Pietro                             | Vimercate                   | Opposizione    |
| Cartia, Giovanni                            | Ragusa                      |                |
| Carugati, Egildo                            | Zogno                       | Ministeriale   |
| Casalegno, Edoardo                          | Ciriè                       | Opposizione    |
| Casalini, Giulio                            | Torino III                  | Socialista     |
| Casciani, Paolo                             | Pistoia I                   | Ministeriale   |
| Cascino, Calogero                           | Piazza Armerina             | Radicale       |
| Caso, Pasquale                              | Altamura                    | Radicale       |
| Casolini, Antonio                           | Catanzaro                   | Ministeriale   |
| Cassuto, Dario                              | Livorno                     | Ministeriale   |
| Castellino, Pietro                          | Foggia                      | Ministeriale   |
| Castoldi, Alberto                           | Iglesias                    | Ministeriale   |
| Cavagnari, Carlo                            | Rapallo                     | Ministeriale   |
| Cavina, Luigi                               | Faenza                      |                |
| Ceci, Riccardo                              | Andria                      |                |
| Cefaly, Domenico                            | Nicastro                    |                |
| Celesia di Vegliasco, Giovanni              | Albenga                     | Ministeriale   |
| Celli, Angelo                               | Cagli                       | Repubblicano   |
| Centurini, Dario                            | Cortona                     |                |
| Centurione, Carlo                           | Cairo Montenotte            | Ministeriale   |
| Cermenati, Mario                            | Lecco                       | Radicale       |
| Cerulli Irelli, Giuseppe                    | Giulianova                  | Ministeriale   |
| Cesaroni, Ferdinando                        | Cortona                     | Ministeriale   |
| Chiaradia, Attilio                          | Pordenone                   | Ministeriale   |
| Chiaraviglio, Mario                         | Città Sant'Angelo           |                |
| Chiesa, Eugenio                             | Massa Carrara               | Repubblicano   |
| Chiesa, Pietro                              | Sampierdarena               | Socialista     |
| Chimienti, Pietro                           | Brindisi                    | Opposizione    |
| Chimirri, Bruno                             | Serra San Bruno             | Opposizione    |
| Chiozzi, Antonio                            | Portomaggiore               | Cattolico      |
| Ciacci, Gaspero                             | Scansano                    | Opposizione    |
| Ciappi, Anselmo                             | San Severino Marche         | Ministeriale   |
| Ciartoso, Luigi                             | Savigliano                  | Ministeriale   |
| Cicarelli, Carlo Vittorio                   | Atripalda                   | Ministeriale   |
| Ciccarone, Francesco                        | Vasto                       | Ministeriale   |
| Ciccotti, Ettore                            | Napoli VIII                 | Socialista     |
| Cimati, Camillo                             | Pontremoli                  | Ministeriale   |
| Cimorelli, Edoardo                          | Isernia                     | Ministeriale   |
| Ciocchi, Gaetano                            | Sessa Aurunca               | Ministeriale   |
| Cipriani, Gustavo                           | Castelnovo ne' Monti        | Cattolico      |
| Cipriani Marinelli, Giuseppe                | Bitonto                     | Ministeriale   |
| Ciraolo, Giovanni                           | Fano                        | Radicale       |
| Cirmeni, Benedetto                          | Militello                   | Ministeriale   |
| Ciuffelli, Augusto                          | Todi                        | Ministeriale   |
| Cocco Ortu, Francesco                       | Isili                       | Ministeriale   |
| Codacci Pisanelli, Alfredo                  | Tricase                     | Opposizione    |
| Colajanni, Napoleone                        | Castrogiovanni              | Repubblicano   |
| Colonna di Cesarò, Giovanni Antonio         | Francavilla di Sicilia      | Radicale       |
| Colosimo, Gaspare                           | Serrastretta                | Ministeriale   |
| Comandini, Ubaldo                           | Cesena                      | Repubblicano   |
| Compans di Brichanteau, Carlo               | Caluso                      | Ministeriale   |
| Conflenti, Raffaele                         | Cosenza                     | Opposizione    |
| Congiu, Luigi                               | Macomer                     | Ministeriale   |
| Coris, Giovanni Battista                    | Isola della Scala           | Cattolico      |
| Cornaggia Medici Castiglioni, Carlo Ottavio | Milano IV                   | Cattolico      |
| Corniani, Giuliano                          | Iseo                        | Opposizione    |
| Cosentini, Nazzareno                        | Benevento                   | Cattolico      |
| Costa, Andrea                               | Imola                       | Socialista     |
| Costa Zenoglio, Rolando                     | Chiavari                    | Ministeriale   |
| Cottafavi, Vittorio                         | Correggio                   | Ministeriale   |
| Cotugno, Raffaele                           | Minervino Murge             | Radicale       |
| Credaro, Luigi                              | Tirano                      | Radicale       |
| Crespi, Daniele                             | Gorgonzola                  | Ministeriale   |
| Crespi, Silvio                              | Caprino Bergamasco          | Ministeriale   |
| Croce, Francesco                            | Capannori                   | Ministeriale   |
| Curreno, Giacomo                            | Cherasco                    | Ministeriale   |
| Cutrufelli, Rosario                         | Messina II                  | Radicale       |
| D'Alì, Antonio                              | Alcamo                      | Ministeriale   |
| D'Oria, Giorgio                             | Spezia                      | Radicale       |
| Da Como, Ugo                                | Lonato                      | Ministeriale   |
| Dagosto, Francesco                          | Brienza                     | Ministeriale   |
| Dal Verme, Luchino                          | Bobbio                      | Ministeriale   |
| Daneo, Edoardo                              | Torino I                    | Ministeriale   |
| Danieli, Gualtiero                          | Tregnago                    | Ministeriale   |
| Dari, Luigi                                 | San Benedetto del Tronto    | Ministeriale   |
| De Amicis, Mansueto                         | Sulmona                     | Opposizione    |
| De Bellis, Vito                             | Gioia del Colle             | Ministeriale   |
| De Benedictis, Antonio                      | Teramo                      |                |
| De Cesare, Biagio                           | Amalfi                      | Ministeriale   |
| De Felice Giuffrida, Giuseppe               | Catania II                  | Socialista     |
| De Gennaro, Emilio                          | Larino                      | Ministeriale   |
| De Luca, Paolo Anania                       | Sant'Angelo dei Lombardi    | Ministeriale   |
| De Marinis, Enrico                          | Salerno                     | Ministeriale   |
| De Michele Ferrantelli, Domenico            | Bivona                      | Ministeriale   |
| De Michetti, Carlo                          | Teramo                      | Ministeriale   |
| De Nava, Giuseppe                           | Bagnara Calabra             | Opposizione    |
| De Nicola, Enrico                           | Afragola                    | Ministeriale   |
| De Novellis, Fedele                         | Verbicaro                   | Ministeriale   |
| De Seta, Luigi                              | Paola                       | Ministeriale   |
| De Tilla, Domenico                          | Napoli V                    | Ministeriale   |
| De Vecchi, Giuseppe                         | Oviglio                     |                |
| De Viti De Marco, Antonio                   | Gallipoli                   | Radicale       |
| De Vito, Roberto                            | Giulianova                  |                |
| Degli Occhi, Adamo                          | Affori                      | Cattolico      |
| Del Balzo, Girolamo                         | Baiano                      | Ministeriale   |
| Dell'Acqua, Carlo                           | Busto Arsizio               | Repubblicano   |
| Dell'Arenella, Giuseppe                     | Palermo IV                  | Ministeriale   |
| Della Pietra, Gioacchino                    | Nola                        | Ministeriale   |
| Della Porta, Luigi                          | Milano II                   |                |
| Dello Sbarba, Arnaldo                       | Lari                        |                |
| Dentice di Accadia, Filippo                 | Nocera Inferiore            | Ministeriale   |
| Dentice di Frasso, Carlo                    | Ostuni                      | Ministeriale   |
| Di Caporiacco, Gino                         | San Daniele del Friuli      |                |
| Di Lorenzo, Nicolò                          | Calatafimi                  | Ministeriale   |
| Di Marzo, Alberto                           | Avellino                    | Ministeriale   |
| Di Palma, Federico                          | Taranto                     | Ministeriale   |
| Di Robilant, Stanislao                      | Chivasso                    | Opposizione    |
| Di Rovasenda, Alessandro                    | Borgo San Dalmazzo          | Ministeriale   |
| Di Saluzzo, Marco                           | Saluzzo                     | Ministeriale   |
| Di Sant'Onofrio del Castillo, Ugo           | Castroreale                 | Ministeriale   |
| Di Stefano Napolitani, Giuseppe             | Palermo I                   | Ministeriale   |
| Ellero, Lorenzo                             | Treviso                     | Radicale       |
| Fabri, Carlo                                | Bettola                     | Opposizione    |
| Facta, Luigi                                | Pinerolo                    | Ministeriale   |
| Faelli, Emilio                              | Parma II                    | Ministeriale   |
| Falcioni, Alfredo                           | Domodossola                 | Ministeriale   |
| Falletti di Villafalletto, Paolo            | Fossano                     | Ministeriale   |
| Fani, Cesare                                | Perugia II                  | Opposizione    |
| Faranda, Giuseppe                           | Naso                        | Radicale       |
| Fasce, Giuseppe                             | Genova III                  | Ministeriale   |
| Faustini, Francesco                         | Terni                       | Repubblicano   |
| Fazi, Francesco                             | Foligno                     | Radicale       |
| Fede, Francesco                             | Riccia                      | Ministeriale   |
| Fera, Luigi                                 | Rogliano Calabro            | Radicale       |
| Ferrarini, Ludovico                         | Modena                      | Radicale       |
| Ferraris, Carlo                             | Vignale                     | Ministeriale   |
| Ferraris, Maggiorino                        | Acqui                       | Opposizione    |
| Ferrero, Carlo                              | Alessandria                 |                |
| Ferrero di Cambiano, Cesare                 | Torino V                    | Opposizione    |
| Ferri, Enrico                               | Gonzaga                     | Socialista     |
| Ferri, Giacomo                              | San Giovanni in Persiceto   | Socialista     |
| Fiamberti, Massimo                          | Levanto                     | Ministeriale   |
| Finocchiaro Aprile, Camillo                 | Prizzi                      | Ministeriale   |
| Fortis, Alessandro                          | Poggio Mirteto              | Ministeriale   |
| Fortunati, Alfredo                          | Anagni                      | Ministeriale   |
| Foscari, Piero                              | Mirano                      | Opposizione    |
| Fraccacreta, Raffaele                       | San Severo                  | Radicale       |
| Fradeletto, Antonio                         | Venezia III                 | Radicale       |
| Francica Nava, Giovanni                     | Siracusa                    | Ministeriale   |
| Frugoni, Pietro                             | Leno                        | Ministeriale   |
| Fulci, Ludovico                             | Messina I                   | Ministeriale   |
| Fumarola, Carlo                             | Castellaneta                | Radicale       |
| Furnari, Santi                              | Patti                       | Ministeriale   |
| Fusco, Alfonso                              | Castellammare di Stabia     | Ministeriale   |
| Fusco, Ludovico                             | Popoli                      | Ministeriale   |
| Fusinato, Guido                             | Feltre                      | Ministeriale   |
| Galimberti, Tancredi                        | Cuneo                       | Ministeriale   |
| Gallenga Stuart, Romeo                      | Perugia I                   |                |
| Galli, Roberto                              | Chioggia                    | Ministeriale   |
| Gallina, Giacinto                           | Abbiategrasso               | Ministeriale   |
| Gallini, Carlo                              | Pavullo nel Frignano        | Ministeriale   |
| Gallino, Natale                             | Pontedecimo                 | Ministeriale   |
| Gallo, Gregorio                             | Girgenti                    | Ministeriale   |
| Gangitano, Cesare                           | Canicattì                   | Ministeriale   |
| Gargiulo, Roberto                           | Napoli VII                  | Radicale       |
| Gattorno, Federico                          | Rimini                      | Repubblicano   |
| Gaudenzi, Giuseppe                          | Forlì                       | Repubblicano   |
| Gazelli di Rossana, Augusto                 | Villanova d'Asti            | Cattolico      |
| Gerini, Gerino                              | Borgo San Lorenzo           | Radicale       |
| Giaccone, Vittorio                          | Mondovì                     | Ministeriale   |
| Giacobone, Ambrogio                         | Bobbio                      |                |
| Ginori Conti, Piero                         | Volterra                    | Ministeriale   |
| Giolitti, Giovanni                          | Dronero                     | Ministeriale   |
| Giovanelli, Alberto                         | Lonigo                      | Radicale       |
| Giovanelli, Odoardo                         | Asti                        | Ministeriale   |
| Girardi, Francesco                          | Napoli IV                   | Ministeriale   |
| Girardi, Salvatore                          | Napoli IV                   |                |
| Girardini, Giuseppe                         | Udine                       | Radicale       |
| Giuliani, Gaetano                           | Capaccio                    | Ministeriale   |
| Giulietti, Luigi                            | Novara                      | Socialista     |
| Giusso, Girolamo                            | Manfredonia                 | Opposizione    |
| Goglio, Giuseppe                            | Cuorgnè                     | Ministeriale   |
| Graffagni, Angelo                           | Voltri                      | Ministeriale   |
| Grassi Voces, Giuseppe                      | Acireale                    | Ministeriale   |
| Graziadei, Antonio                          | Imola                       |                |
| Greppi, Emanuele                            | Milano II                   | Ministeriale   |
| Grippo, Pasquale                            | Potenza                     | Opposizione    |
| Grosso Campana, Gaetano                     | Vigone                      |                |
| Guarracino, Alessandro                      | Torre Annunziata            | Ministeriale   |
| Gucci Boschi, Giovanni                      | Faenza                      | Ministeriale   |
| Guglielmi, Giorgio                          | Montefiascone               |                |
| Guicciardini, Francesco                     | San Miniato                 | Opposizione    |
| Guidi di Bagno, Giuseppe                    | Bozzolo                     | Ministeriale   |
| Guidone, Prospero                           | Corleto Perticara           |                |
| Hierschel de Minerbi, Lionello              | Palmanova                   | Ministeriale   |
| Incontri, Gino                              | Empoli                      | Ministeriale   |
| Indri, Giovanni                             | Castelfranco Veneto         | Cattolico      |
| Joele, Francesco                            | Rossano                     | Opposizione    |
| La Lumia Aldisio, Ignazio                   | Licata                      | Opposizione    |
| La Via, Mariano                             | Nicosia                     | Ministeriale   |
| Lacava, Pietro                              | Corleto Perticara           | Ministeriale   |
| Landucci, Lando                             | Arezzo                      | Ministeriale   |
| Lanza di Scalea, Pietro                     | Serradifalco                | Opposizione    |
| Lanza di Trabia, Pietro                     | Palermo III                 | Opposizione    |
| Larizza, Bruno                              | Melito                      |                |
| Leali, Pietro                               | Montefiascone               | Ministeriale   |
| Lembo, Paolo                                | Bari                        | Radicale       |
| Leonardi di Villacortese, Nicolò            | Borgomanero                 | Ministeriale   |
| Leone, Giuseppe                             | Palata                      | Ministeriale   |
| Libertini Gravina di San Marco, Pasquale    | Augusta                     | Ministeriale   |
| Libertini Pluchinotta, Gesualdo             | Caltagirone                 | Ministeriale   |
| Loero, Attilio                              | Pieve di Cadore             | Ministeriale   |
| Longinotti, Giovanni Maria                  | Verolanuova                 | Cattolico      |
| Longo, Filippo                              | Melfi                       | Radicale       |
| Lucchini, Angelo                            | Gavirate                    | Ministeriale   |
| Lucernari, Annibale                         | Pontecorvo                  | Ministeriale   |
| Luciani, Vito                               | Acquaviva delle Fonti       | Ministeriale   |
| Lucifero, Alfonso                           | Cotrone                     | Opposizione    |
| Luzzatti, Luigi                             | Oderzo                      | Opposizione    |
| Luzzatto, Arturo                            | Montevarchi                 | Radicale       |
| Luzzatto, Riccardo                          | San Daniele del Friuli      | Radicale       |
| Macaggi, Giuseppe                           | Genova II                   | Repubblicano   |
| Magliano, Mario                             | Larino                      |                |
| Magni, Magno                                | Belluno                     | Ministeriale   |
| Majorana, Angelo                            | Ragusa                      | Ministeriale   |
| Malcangi, Cataldo                           | Corato                      | Ministeriale   |
| Mancini, Camillo                            | Ceccano                     | Ministeriale   |
| Mancini, Ettore                             | Pesaro                      | Socialista     |
| Manfredi, Giuseppe                          | Castel San Giovanni         | Radicale       |
| Manfredi, Manfredo                          | Fiorenzuola                 | Ministeriale   |
| Mango, Camillo                              | Lagonegro                   | Ministeriale   |
| Manna, Gennaro                              | Aquila                      | Ministeriale   |
| Maraini, Clemente                           | Frosinone                   |                |
| Maraini, Emilio                             | Legnago                     | Ministeriale   |
| Marangoni, Guido                            | Comacchio                   | Socialista     |
| Marazzani, Ulisse                           | Vigevano                    | Socialista     |
| Marazzi, Fortunato                          | Crema                       | Opposizione    |
| Marcello, Girolamo                          | Venezia II                  | Ministeriale   |
| Marcora, Giuseppe                           | Sondrio                     | Radicale       |
| Margaria, Giovanni                          | Barge                       | Ministeriale   |
| Marsaglia, Ernesto                          | San Remo                    | Ministeriale   |
| Marsengo Bastia, Ignazio                    | Vigone                      | Ministeriale   |
| Martini, Ferdinando                         | Pescia                      | Opposizione    |
| Marzotto, Vittorio                          | Valdagno                    | Ministeriale   |
| Masciantonio, Pasquale                      | Gessopalena                 | Ministeriale   |
| Masi, Saverio                               | Monreale                    | Ministeriale   |
| Masi, Tullo                                 | Lugo                        | Ministeriale   |
| Masoni, Udalrigo                            | Napoli IX                   | Ministeriale   |
| Materi, Francesco Paolo                     | Tricarico                   | Ministeriale   |
| Matteucci, Francesco                        | Lucca                       | Ministeriale   |
| Maury di Morancez, Eugenio                  | Città Sant'Angelo           | Opposizione    |
| Mazza, Pilade                               | Roma I                      | Repubblicano   |
| Mazzitelli, Achille                         | Teano                       | Ministeriale   |
| Meda, Filippo                               | Rho                         | Cattolico      |
| Medici, Francesco                           | Oviglio                     | Ministeriale   |
| Mendaia, Vincenzo                           | Chiaromonte                 | Ministeriale   |
| Merlani, Alberto                            | Valenza                     | Socialista     |
| Messedaglia, Luigi                          | Verona I                    | Ministeriale   |
| Mezzanotte, Camillo                         | Chieti                      | Ministeriale   |
| Miari de Cumani, Giacomo                    | Abano Bagni                 | Ministeriale   |
| Micheli, Giuseppe                           | Langhirano                  | Cattolico      |
| Milana, Giovanni                            | Paternò                     | Socialista     |
| Miliani, Giambattista                       | Fabriano                    | Ministeriale   |
| Mirabelli, Ernesto                          | Teano                       |                |
| Mirabelli, Roberto                          | Ravenna                     | Repubblicano   |
| Modestino, Alessandro                       | Mirabella Eclano            | Ministeriale   |
| Modica Nicolaci, Antonino                   | Noto                        | Ministeriale   |
| Molina, Rodolfo                             | Biandrate                   | Opposizione    |
| Mondello, Giacomo Giuseppe                  | Messina II                  |                |
| Montagna, Francesco                         | Acerra                      | Opposizione    |
| Montauti, Giovanni                          | Pietrasanta                 | Ministeriale   |
| Montemartini, Luigi                         | Stradella                   | Socialista     |
| Montresor, Luigi                            | Bardolino                   | Cattolico      |
| Montù, Carlo                                | Crescentino                 | Cattolico      |
| Morando, Gian Giacomo                       | Chiari                      | Ministeriale   |
| Morelli, Enrico                             | Santa Maria Capua Vetere    | Ministeriale   |
| Morelli Gualtierotti, Gismondo              | Pistoia II                  | Ministeriale   |
| Morgari, Oddino                             | Torino II                   | Socialista     |
| Morpurgo, Elio                              | Cividale del Friuli         | Opposizione    |
| Mosca, Gaetano                              | Caccamo                     | Ministeriale   |
| Mosca, Tommaso                              | Agnone                      | Ministeriale   |
| Moschini, Vittorio                          | Portogruaro                 | Radicale       |
| Muratori, Angelo                            | Montepulciano               | Ministeriale   |
| Murri, Romolo                               | Montegiorgio                | Radicale       |
| Musatti, Elia                               | Venezia I                   | Socialista     |
| Nasi, Nunzio                                | Trapani                     | Non Definibile |
| Nava, Cesare                                | Monza                       | Cattolico      |
| Nava, Ottorino                              | Modena                      |                |
| Negri de Salvi, Edoardo                     | Marostica                   | Ministeriale   |
| Negrotto Cambiaso, Pierino                  | Voghera                     | Ministeriale   |
| Niccolini, Giorgio                          | Firenze I                   |                |
| Niccolini, Pietro                           | Ferrara                     | Ministeriale   |
| Nitti, Francesco Saverio                    | Muro Lucano                 | Radicale       |
| Nofri, Quirino                              | Siena                       | Socialista     |
| Nunziante di San Ferdinando, Ferdinando     | Palmi                       | Opposizione    |
| Nuvoloni, Domenico                          | Porto Maurizio              | Ministeriale   |
| Odorici, Odorico                            | Spilimbergo                 | Ministeriale   |
| Orlando, Salvatore                          | Livorno II                  | Ministeriale   |
| Orlando, Vittorio Emanuele                  | Partinico                   | Ministeriale   |
| Orsi, Pietro                                | Venezia I                   |                |
| Ottavi, Edoardo                             | Vigonza                     | Opposizione    |
| Pacetti, Domenico                           | Ancona                      | Repubblicano   |
| Padulli, Giulio                             | Cantù                       | Cattolico      |
| Pagani, Cesa Luigi                          | Vittorio                    | Ministeriale   |
| Pais Serra, Francesco                       | Ozieri                      | Ministeriale   |
| Pala, Giacomo                               | Tempio Pausania             | Radicale       |
| Paniè, Felice                               | Torino IV                   | Ministeriale   |
| Pansini, Pietro                             | Molfetta                    | Repubblicano   |
| Pantano, Edoardo                            | Giarre                      | Radicale       |
| Papadopoli, Angelo                          | Adria                       | Ministeriale   |
| Paparo, Raffaele                            | Caulonia                    |                |
| Paratore, Giuseppe                          | Milazzo                     | Ministeriale   |
| Parodi, Emilio                              | Pontedecimo                 |                |
| Pasqualino Vassallo, Rosario                | Terranova di Sicilia        | Radicale       |
| Pastore, Alceo                              | Castiglione delle Stiviere  | Ministeriale   |
| Patrizi, Ugo                                | Città di Castello           | Radicale       |
| Pavia, Angelo                               | Soresina                    | Radicale       |
| Pavoncelli, Giuseppe                        | Cerignola                   | Ministeriale   |
| Pecoraro Lombardo, Antonino                 | Palermo II                  | Cattolico      |
| Pellecchi, Giuseppe                         | Tropea                      | Ministeriale   |
| Pellegrino, Giuseppe                        | Lecce                       | Ministeriale   |
| Pellerano, Silvio                           | Borgo a Mozzano             | Ministeriale   |
| Pellicano, Francesco Maria                  | Caulonia                    | Opposizione    |
| Perron, Camillo                             | Verrès                      | Ministeriale   |
| Pescetti, Giuseppe                          | Firenze III                 | Socialista     |
| Piatti, Camillo                             | Castel San Giovanni         |                |
| Pieraccini, Gaetano                         | Firenze IV                  | Socialista     |
| Pietravalle, Michele                        | Boiano                      | Radicale       |
| Pilacci, Arturo                             | Montalcino                  | Ministeriale   |
| Pinchia, Emilio                             | Ivrea                       | Ministeriale   |
| Pini, Enrico                                | Bologna III                 | Ministeriale   |
| Pipitone, Vincenzo                          | Marsala                     | Radicale       |
| Pistoja, Francesco                          | Casalmaggiore               | Ministeriale   |
| Podestà, Luigi                              | Oleggio                     | Ministeriale   |
| Podrecca, Guido                             | Budrio                      | Socialista     |
| Pompilj, Guido                              | Perugia I                   | Ministeriale   |
| Porzio, Giovanni                            | Napoli I                    |                |
| Pozzato, Italo                              | Rovigo                      | Repubblicano   |
| Pozzi, Domenico                             | Borghetto Lodigiano         | Ministeriale   |
| Pozzo, Marco                                | Santhià                     | Ministeriale   |
| Prampolini, Camillo                         | Reggio nell'Emilia          | Socialista     |
| Quaglino, Felice                            | Biella                      | Socialista     |
| Queirolo, Giovanni Battista                 | Pisa                        | Ministeriale   |
| Raggio, Carlo                               | Novi Ligure                 | Ministeriale   |
| Raineri, Giovanni                           | Piacenza                    | Ministeriale   |
| Rampoldi, Roberto                           | Pavia                       | Radicale       |
| Rasponi, Carlo                              | Ravenna II                  | Ministeriale   |
| Rastelli, Giovanni                          | Lanzo Torinese              | Ministeriale   |
| Rattone, Giorgio                            | Aosta                       | Ministeriale   |
| Rava, Luigi                                 | Vergato                     | Ministeriale   |
| Ravenna, Giovanni                           | Campi Salentina             | Ministeriale   |
| Rebaudengo, Eugenio                         | Bra                         | Ministeriale   |
| Rellini, Annibale                           | Pontassieve                 |                |
| Ricci, Paolo                                | Recanati                    | Ministeriale   |
| Riccio, Vincenzo                            | Atessa                      | Opposizione    |
| Richard, Giulio                             | Susa                        | Ministeriale   |
| Ridola, Domenico                            | Matera                      | Ministeriale   |
| Rienzi, Nicolò                              | Cefalù                      | Ministeriale   |
| Rizza, Evangelista                          | Comiso                      | Ministeriale   |
| Rizzetti, Carlo                             | Varallo                     | Ministeriale   |
| Rizzone Tedeschi, Corrado                   | Modica                      | Ministeriale   |
| Roberti, Giuseppe                           | Bassano                     | Cattolico      |
| Rocco, Marco                                | Casoria                     | Ministeriale   |
| Rochira, Francesco                          | Manduria                    | Ministeriale   |
| Romanin Jacour, Leone                       | Piove di Sacco              | Ministeriale   |
| Romeo delle Torrazze, Giovanni              | Bronte                      | Ministeriale   |
| Romussi, Carlo                              | Corteolona                  | Radicale       |
| Ronchetti, Scipione                         | Gallarate                   | Ministeriale   |
| Rondani, Dino                               | Cossato                     | Socialista     |
| Rosadi, Giovanni                            | Firenze II                  | Radicale       |
| Rossi, Eugenio                              | Petralia Sottana            | Ministeriale   |
| Rossi, Gaetano                              | Schio                       | Ministeriale   |
| Rossi, Luigi                                | Verona II                   | Ministeriale   |
| Rossi di Montelera, Cesare                  | Carmagnola                  |                |
| Rossi di Montelera, Teofilo                 | Carmagnola                  | Ministeriale   |
| Rota, Attilio                               | Bergamo                     | Ministeriale   |
| Rota, Francesco                             | San Vito al Tagliamento     | Ministeriale   |
| Roth, Angelo                                | Alghero                     | Radicale       |
| Rubini, Giulio                              | Menaggio                    | Opposizione    |
| Ruspoli, Romolo                             | Velletri                    | Ministeriale   |
| Sacchi, Ettore                              | Cremona                     | Radicale       |
| Salamone, Vincenzo                          | Mistretta                   | Ministeriale   |
| Salandra, Antonio                           | Lucera                      | Opposizione    |
| Salvia, Ernesto                             | Napoli XII                  | Ministeriale   |
| Samoggia, Massimo                           | Montecchio                  | Socialista     |
| Sanarelli, Giuseppe                         | Bibbiena                    | Ministeriale   |
| Sanjust di Teulada, Edmondo                 | Cagliari                    | Ministeriale   |
| Santamaria, Agostino                        | Caserta                     | Opposizione    |
| Santoliquido, Rocco                         | Acerenza                    | Ministeriale   |
| Saporito, Vincenzo                          | Castelvetrano               | Ministeriale   |
| Scaglione, Gaetano                          | Gerace                      | Ministeriale   |
| Scalini, Enrico                             | Appiano                     | Opposizione    |
| Scalori, Ugo                                | Mantova                     | Radicale       |
| Scano, Antonio                              | Lanusei                     | Ministeriale   |
| Scellingo, Mariano                          | Pescina                     | Opposizione    |
| Schanzer, Carlo                             | Spoleto                     | Ministeriale   |
| Sciorati, Cleto                             | Oviglio                     |                |
| Scorciarini Coppola, Angelo                 | Piedimonte d'Alife          | Ministeriale   |
| Semmola, Gustavo                            | Monopoli                    | Ministeriale   |
| Serristori, Umberto                         | Pontassieve                 | Ministeriale   |
| Sichel, Adelmo                              | Guastalla                   | Socialista     |
| Sighieri, Ettore                            | Vicopisano                  | Repubblicano   |
| Sili, Cesare                                | Camerino                    | Ministeriale   |
| Simoncelli, Vincenzo                        | Sora                        | Opposizione    |
| Solidati Tiburzi, Antonio                   | Rieti                       | Ministeriale   |
| Sonnino, Sidney                             | San Casciano in Val di Pesa | Opposizione    |
| Soulier, Enrico                             | Bricherasio                 | Ministeriale   |
| Speranza, Alceo                             | Fermo                       | Radicale       |
| Spetrino, Eugenio                           | Riccia                      |                |
| Spirito, Beniamino                          | Campagna                    | Ministeriale   |
| Spirito, Francesco                          | Montecorvino Rovella        | Opposizione    |
| Squitti, Baldassarre                        | Monteleone Calabro          | Ministeriale   |
| Staglianò, Natale                           | Chiaravalle Centrale        | Ministeriale   |
| Stoppato, Alessandro                        | Montagnana                  | Cattolico      |
| Strigari, Giovanni                          | Pozzuoli                    | Ministeriale   |
| Suardi, Gianforte                           | Trescore Balneario          | Ministeriale   |
| Talamo, Roberto                             | Vallo della Lucania         | Opposizione    |
| Tamborino, Vincenzo                         | Maglie                      | Ministeriale   |
| Tanari, Giuseppe                            | Bologna I                   | Ministeriale   |
| Targioni, Giuseppe                          | Campi Bisenzio              | Ministeriale   |
| Tassara, Giovanni                           | Voltri                      |                |
| Taverna, Lodovico                           | Desio                       | Ministeriale   |
| Tedesco, Francesco                          | Ortona                      | Ministeriale   |
| Teodori, Enrico                             | Ascoli Piceno               | Ministeriale   |
| Teso, Antonio                               | Vicenza                     | Ministeriale   |
| Testasecca, Ignazio                         | Caltanissetta               | Ministeriale   |
| Tinozzi, Domenico                           | Penne                       | Ministeriale   |
| Torlonia, Giovanni                          | Avezzano                    | Ministeriale   |
| Torre, Andrea                               | Torchiara                   | Ministeriale   |
| Toscanelli, Nello                           | Pontedera                   | Ministeriale   |
| Toscano, Francesco Saverio                  | Castrovillari               | Ministeriale   |
| Tovini, Livio                               | Breno                       | Cattolico      |
| Trapanese, Ernesto                          | Orvieto                     | Socialista     |
| Treves, Claudio                             | Milano VI                   | Socialista     |
| Tripepi, Francesco                          | Melito                      | Opposizione    |
| Turati, Filippo                             | Milano V                    | Socialista     |
| Turbiglio, Giorgio                          | Cento                       | Ministeriale   |
| Turco, Alessandro                           | Cassano all'Ionio           | Radicale       |
| Vaccaro, Michelangelo                       | Aragona                     | Ministeriale   |
| Valenzani, Domenico                         | Albano Laziale              | Ministeriale   |
| Valeri, Domenico                            | Osimo                       | Repubblicano   |
| Valle, Gregorio                             | Tolmezzo                    | Ministeriale   |
| Valli, Eugenio                              | Lendinara                   | Ministeriale   |
| Valvassori Peroni, Angelo                   | Melegnano                   | Ministeriale   |
| Venditti, Antonio                           | Cerreto Sannita             | Ministeriale   |
| Ventura, Eugenio                            | Nicastro                    | Ministeriale   |
| Venzi, Giulio                               | Subiaco                     | Ministeriale   |
| Veroni, Dante                               | Velletri                    |                |
| Viazzi, Pio                                 | Grosseto                    | Repubblicano   |
| Vicini, Antonio                             | Sassuolo                    | Radicale       |
| Visocchi, Achille                           | Cassino                     | Opposizione    |
| Wollemborg, Leone                           | Cittadella                  | Opposizione    |
| Zaccagnino, Domenico                        | San Nicandro Garganico      | Radicale       |
| Zerboglio, Adolfo                           | Alessandria                 | Socialista     |